# Bazoches
Bazoches is een gemeente in het Franse departement Nièvre (regio Bourgogne-Franche-Comté) en telt 161 inwoners (2009). De plaats maakt deel uit van het arrondissement Clamecy.

## Geografie
De oppervlakte van Bazoches bedraagt 14,9 km², de bevolkingsdichtheid is 11,0 inwoners per km².
De onderstaande kaart toont de ligging van Bazoches met de belangrijkste infrastructuur en aangrenzende gemeenten.

## Demografie
Onderstaande figuur toont het verloop van het inwonertal (bron: INSEE-tellingen).

## Bezienswaardigheden
- Kasteel van Bazoches - Het kasteel is een privé-eigendom. Het is van maart tot november opengesteld voor publiek. De inrichting dateert uit de periode dat Sébastien Le Prestre de Vauban hier woonde.
- Château de Vauban, genoemd naar Vauban. Het is een versterkte woning uit de 12e eeuw en was eigendom van Vauban tot hij het in 1684 aan zijn neef verkocht en zelf in het Kasteel van Bazoches ging wonen.
- Église Saint-Hilaire waar Vauban ligt begraven met uitzondering van zijn hart dat door toedoen van Napoleon in 1808 naar het Invalides in Parijs is overgebracht.